# Nukunonu
Nukunonu (Nukunono) je grupa koraljnih otočića u državi Tokelau, u južnom dijelu Tihog oceana. Nalazi se na koordinatama 171° 50' Z, 9° 10' J, u otočju Tokelau. 
Površina kopna, zapravo niza otočića, je 5.5 km&sup2, što ga čini najvećim od 3 otoka koji čine teritorij države Tokelau. Otočići čine atol u čijem je središtu laguna površine oko 90 km².
Glavno naselje na atolu se nalazi na otočiću Nukunonu Island, na jugozapadnom rubu atola. Nazivi ostalih otočića koji čine atol su Motuhaga, Te Puka e Mua, Ahua, Motufala, Punalei, Taulagapapa, Niututahi, Saumagalu, Apia, Laulauia, Avakilikili, Fatigauhu, Tokelau, Te Fakanava, Te Puku, Te Kamu itd. 

## Vanjske poveznice
- Nukunonu Island  Arhivirana inačica izvorne stranice od 14. kolovoza 2007. (Wayback Machine)